# Schurre (Maschinenbau)

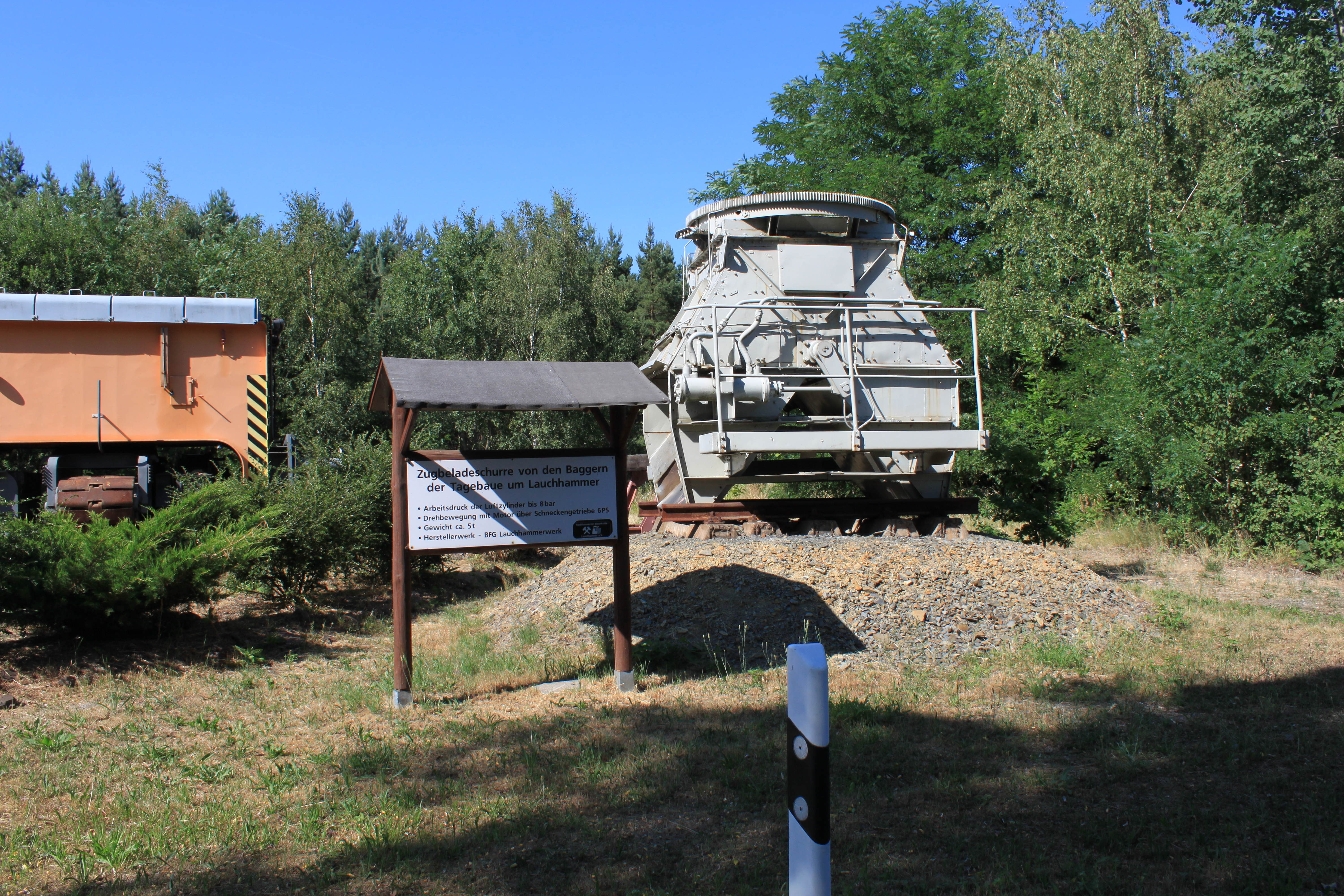
Zugbeladeschurre von Baggern aus dem Tagebau

Als Schurre werden im Maschinenbau eine Bestückungsrinne und ähnliche Förder- und Befüllungseinrichtungen bezeichnet. Es handelt sich um eine besondere Art von Rohrleitung zum gerichteten Transport von Feststoffen, insbesondere Schüttgütern, mittels Schwerkraft.
Alternative Bezeichnungen sind:
- Rutsche
- Schütte
- Fallrohr
- Trichter
- Gosse

Eine Schurre besteht in der Regel aus mehreren gefügten Blechen. Um mechanischen Verschleiß durch das Material zu verhindern oder zu verlangsamen, kommen folgende Einbauten zum Einsatz:
- konstruktiv erzwungene Bremsen (Materialpolster)
- verschleißfeste Bleche
- Kunststoffauskleidungen

Je nach Bauform werden Schurren beispielsweise unterschieden in
- Hosenschurren (Verzweigung des Materialstroms)
- Klappschurren (Geschwindigkeit des Materialstroms wird reduziert bzw. der Transport zeitweise unterbunden)
- Leitgossen (Gurtförderer).